# Harold Linnartz
Henricus Vincentius Jozef (Harold) Linnartz (Heerlen, 16 oktober 1965 – 31 december 2023) was een Nederlandse natuurkundige, gespecialiseerd in laboratoriumastrofysica en astrochemie. Linnartz was directeur van het Laboratorium voor Astrofysica van 2005 tot 2023 en onderwijsdirecteur van de Sterrewacht Leiden van 2018 tot 2023.

## Levensloop
Linnartz groeide op in Zuid-Limburg waar hij het Gymnasium B diploma haalde aan Rolduc in Kerkrade.
Vervolgens studeerde Linnartz experimentele natuurkunde aan de Radboud Universiteit. Hij vervolgde zijn studie met een promotie in 1994. Tijdens zijn promotie-onderzoek heeft Linnartz een jaar gewerkt aan het Max Planck instituut voor Stromingsonderzoek in Göttingen (nu het Max Planck instituut voor dynamiek en zelforganisatie). Na zijn promotie kreeg hij een subsidie van NWO voor een postdoc aan het Institut für Angewandte Physik in Bonn. In 1996 vervolgde hij zijn onderzoek aan de Universiteit in Bazel. In 2002 voltooide hij zijn habilitatie in de fysische chemie met nadruk op astrospectroscopie.
In 2003 kwam hij terug naar Nederland op een Springplank (~Vidi) beurs van NWO, als hoofdonderzoeker bij het Laser Centre van de Vrije Universiteit Amsterdam. In 2005 startte hij als Universitair Hoofddocent aan de Universiteit Leiden. In 2009 ontving hij een VICI grant 'To unlock the Chemistry of the Heavens'.
Sinds 2011 was hij hoogleraar aan de Universiteit Leiden. Tevens was hij sinds 2005 directeur van het Sackler Laboratorium voor Astrofysica van de Universiteit Leiden. Hij onderzocht experimenteel de chemische processen die plaatsvinden in het inter- en circumstellaire medium. Ondanks de intense straling, zeer lage temperaturen en geringe dichtheden die daar normaal zijn, vindt hier een actieve chemie plaats. Daarbij worden heel alledaagse moleculen gevormd, klein en groot, maar ook reactieve en instabiele moleculen. IJzige stofdeeltjes spelen een centrale rol in deze processen.
Harold Linnartz overleed plotseling en onverwacht op zondag 31 december 2023 aan een hartaanval.
Naar hem is de Harold Linnartz Astrochemistry Prize vernoemd.

## Publicaties
- Infrared and Far Infrared Spectroscopy of Transient Species, Nijmegen, 1994 (proefschrift)
- Alle publicaties

- Gemeinsame Normdatei: 1158248938
- International Standard Name Identifier: 0000 0003 8881 3657
- Nationale Bibliotheek van Israël: 987010188820805171
- Nederlandse Thesaurus van Auteursnamen: 120519763
- ORCID: 0000-0002-8322-3538
- Système universitaire de documentation: 253636329
- Virtual International Authority File: 282022658